# Roberto Camilleri Azzopardi
Roberto Camilleri Azzopardi (Ħamrun, 24 aprile 1951 – Comayagua, 17 ottobre 2023) è stato un vescovo cattolico e missionario maltese.

## Biografia
Roberto Camilleri Azzopardi nacque il 24 aprile 1951 a Ħamrun.

### Formazione e ministero sacerdotale
Terminati gli studi liceali, il 20 ottobre 1967 entrò nella provincia di Malta dell'Ordine dei frati minori. Il 29 dello stesso mese ricevette l'abito religioso. Il 1º novembre 1968 emise i voti temporanei. Studiò filosofia per tre anni e teologia per altri tre anni a Rabat. L'8 dicembre 1972 emise la professione solenne. Nel 1974 fu inviato a Gerusalemme per completare gli studi teologici.
Il 29 giugno 1975 fu ordinato presbitero nella basilica di San Pietro in Vaticano da papa Paolo VI insieme ad altri 359 diaconi giunti a Roma per il giubileo del 1975. Nel 1979 fu inviato come missionario in Honduras. In seguito fu vicario parrocchiale della parrocchia di Sant'Anna a La Libertad per dieci anni; parroco della parrocchia del Calvario nell'arcidiocesi di Tegucigalpa; direttore generale dell'Istituto "San Francisco" di Tegucigalpa dal 1995 e parroco della parrocchia dello Spirito Santo e presidente della Fundación de la Inmaculada Concepción della provincia francescana di New York dal 1996.

### Ministero episcopale
Il 26 luglio 2001 papa Giovanni Paolo II lo nominò vescovo ausiliare di Tegucigalpa e titolare di Vagada. Ricevette l'ordinazione episcopale il 15 agosto successivo dal cardinale Óscar Andrés Rodríguez Maradiaga, arcivescovo metropolita di Tegucigalpa, co-consacranti l'arcivescovo George Panikulam, nunzio apostolico in Honduras, e il vescovo di Comayagua Geraldo Daniel Joseph Scarpone Caporale.
Il 21 maggio 2004 lo stesso pontefice lo nominò  vescovo di Comayagua. Prese possesso della diocesi il 24 luglio successivo.
Partecipò all'XI assemblea generale ordinaria del Sinodo dei vescovi che ebbe luogo nella Città del Vaticano dal 2 al 23 ottobre 2005 sul tema "L'Eucaristia: fonte e culmine della vita e della missione della Chiesa".
Nel giugno del 2008 e nel settembre del 2017 compì la visita ad limina.
Dall'8 giugno 2022 alla morte fu presidente della Conferenza episcopale dell'Honduras. In precedenza è stato segretario generale della stessa.
Dal 23 ottobre 2022 alla morte fu anche presidente del Segretariato episcopale dell'America Centrale e Panama.
È morto per un attacco cardiaco il 17 ottobre 2023 a Comayagua all'età di 72 anni.

## Genealogia episcopale
La genealogia episcopale è:
- Cardinale Scipione Rebiba
- Cardinale Giulio Antonio Santori
- Cardinale Girolamo Bernerio, O.P.
- Arcivescovo Galeazzo Sanvitale
- Cardinale Ludovico Ludovisi
- Cardinale Luigi Caetani
- Cardinale Ulderico Carpegna
- Cardinale Paluzzo Paluzzi Altieri degli Albertoni
- Papa Benedetto XIII
- Papa Benedetto XIV
- Papa Clemente XIII
- Cardinale Marcantonio Colonna
- Cardinale Giacinto Sigismondo Gerdil, B.
- Cardinale Giulio Maria della Somaglia
- Cardinale Carlo Odescalchi, S.I.
- Cardinale Costantino Patrizi Naro
- Cardinale Lucido Maria Parocchi
- Papa Pio X
- Papa Benedetto XV
- Papa Pio XII
- Cardinale Eugène Tisserant
- Papa Paolo VI
- Arcivescovo Gabriel Montalvo Higuera
- Cardinale Óscar Andrés Rodríguez Maradiaga, S.D.B.
- Vescovo Roberto Camilleri Azzopardi, O.F.M.